# Primærrute 18
Primærrute 18 er en hovedvej, der går fra Vejle op gennem gennem Midtjylland forbi Brande og Herning til Holstebro.

## Forløb
Primærrute 18 går fra Motorvejskryds Vejle, som forbinder både primærrute 13 og 18 med Østjyske Motorvej E45. Herfra følger den Midtjyske Motorvej forbi Ølholm, Brande, Arnborg til Herning. På delstrækningen mellem Motorvejskryds Vejle og Ølholm løber den sammen med Primærrute 13, og mellem Tørring og Give løber den sammen med Primærrute 30. Ved Herning løber den sammen med primærrute 12 og 15. Ved ophøret af Herningmotorvejen nordøst for Herning fortsætter Primærrute 18 videre på 9,5 km lang motortrafikvej nord om Herning, hvorefter den fortsætter ind på Holstebromotorvejen. Her fortsætter den øst om Holstrebro, hvor den krydser Primærrute 16, og den ophører ved motorvejens afslutning og mødet med Primærrute 11 i den nordøstlige udkant af Holstebro.

## Vejens klassificering
Primærrute 18 en statsvej på hele strækningen. Hele Primærrute 18 er klassificeret som hovedvej efter færdselsloven.
De offentlige veje inddeles fra 2015 efter vejloven i statsveje og kommuneveje, mens de tidligere blev klassificeret i hovedlandeveje, landeveje og kommuneveje. Betydningen for en vejs klassificering som statsvej eller kommunevej er først og fremmest af administrativ karakter. Statsvejene administreres af Vejdirektoratet, mens kommunevejene administreres af kommunerne. Det er vejmyndighedens ansvar at holde sine offentlige veje i den stand, som trafikkens art og størrelse kræver. Klassifikationen som statsveje og kommuneveje har ikke betydning for Danmarks overordnede rutenummererede vejnet med Europavejsruter, Primærruter eller sekundærruter, der administreres af Vejdirektoratet i samarbejde med kommunerne. Kun veje udlagt som Europavejsruter og Primærruter kan udlægges som hovedveje efter færdselsloven.

## Historie
I 1990 vedtog Folketinget en projekteringslov, som gav transportministeren bemyndigelse til at projektere en udbygning af Primærrute 18 til motorvej eller motortrafikvej mellem Vejle og Holstebro, enten i en vejlinie via Nørre Snede og Ikast, øst om Herning, eller i en vejlinie via den såkaldte Diagonalvej, øst om Give og Brande og øst eller vest om Herning, til den eksisterende motortrafikvej mellem Sinding og Aulum og herfra vest om Aulum til Holstebro. I 1993 vedtog Folktinget, at ophæve projekteringsbemyndigelsen for alle linjer mellem Holstebro og Vejle ophæves på grund af den meget store lokale uenighed om det trafikale behov i området. En vurdering af behovet for en ny Primærrute 18 udskydes til en fremtidig udarbejdelse af en overordnet trafikplan.
Folketinget vedtog i 1996 en ny projekteringslov for udbygning af Primærrute 18 Vejle–Herning–Holstebro til motorvej eller motortrafikvej. Formålet hermed var at styrke den regionale tilgængelighed og koble Midt- og Vestjylland op på de overordnede motorvejsforbindelser. Loven besluttede også, at Brande Omfartsvej skulle anlægges som motortrafikvej. I 1998 besluttedes det, at der skulle anlægges en motortrafikvej mellem Ølholm og Riis, og i 1999 besluttedes det, at der skulle anlægges en motortrafikvej nord og øst om Herning til den under anlæg værende Brande Omfartsvej.
I 2002 ændredes strategi, således at Primærrute 18 skulle anlægges som motorvej mellem Vejle og Herning. Det medførte i første omgang, at Folketinget i 2002 besluttede, at strækningen fra Herning N (frakørsel 15) til Brande N skulle anlægges som motorvej i stedet for motortrafikvej. Folketinget besluttede i 2004, at strækningen mellem Brande S og Riis skulle anlægges som motorvej. I 2006 besluttedes det, at anlægge en motorvej mellem Vejle og Ølholm og at motortrafikvejen mellem Ølholm og Riis skulle udbygges til motorvej. Endelig i 2010 blev det besluttet, at udbygge motortrafikvejen Brande Omfartsvej til motorvej. Motorvejen og motortrafikvejen ved Herning blev åbnet for trafik i 2006, og i 2014 stod Midtjyske Motorvej færdig mellem Vejle og Herning. 
I 2013 blev det besluttet, at Primærrute 18 skulle anlægges som motorvej mellem Herning og Holstebro. Den første etape af motorvejen blev åbnet for trafik i 2017 og i 2018 stod Holstebromotorvejen færdig mellem Herning og Holstebro. Dermed er hele Primærrute 18 blevet udbygget til motorvej, bortset fra en ca. 9,5 km strækning nord om Herning, der er anlagt som motortrafikvej.

## Fremtid
Da et flertal i Folketinget i april 2013 aftalte, at Holstebromotorvejen skulle etableres, blev det af økonomiske årsager fravalgt at udbygge hele Primærrute 18 til motorvej, således at de sidste ca. 9,5 km motortrafikvej nord om Herning også fik motorvejsstandard. I marts 2019 indgik den daværende regeringen (Venstre, Liberal Alliance og Det Konservative Folkeparti) og Dansk Folkeparti en trafikaftale, som bl.a. ville udbygge denne motortrafikvej til motorvej. Ved folketingsvalget i juni 2019 skiftede regeringen til Socialdemokratiet, som ikke var bundet af trafikforliget. Da der ikke længere fandtes et flertal bag trafikforliget, meddelte den nye trafikminister Benny Engelbrecht umiddelbart efter folketingsvalget, at trafikforliget skal genforhandles.